# Miniopteryx parva
Miniopteryx parva är en insektsart som först beskrevs av Günther 1944.  Miniopteryx parva ingår i släktet Miniopteryx och familjen Heteropterygidae. Inga underarter finns listade i Catalogue of Life.